# 輜重兵の歌
輜重兵の歌（しちょうへいのうた）とは、日本の軍歌。
歌が作られたのは1937年（昭和12年）以降とされるが、詳細は不明。

## 歌詞
- 作詞:不明
- 作曲:不明

|    | しちょうへいのうた                                                                                      | 輜重兵の歌                                                                      |
| -- | --- | ------------------------------------------------------------------------------- |
| 一 | あゝしんしゅうのそらたかく そびゆるふようのゆるぎなき くにのまもりとつどいたる われにここうのほまれあり | 鳴呼神州の空高く 聳ゆる芙蓉の搖ぎなき 國の干城と集いたる 我に股肱の榮譽あり     |
| 二 | けんぐんとおきむかしより せいぎにはむこうてきもなく いきけんこうのますらおが えりにかがやくあいのいろ   | 建軍遠き昔より 正義に刃󠄁向う敵もなく 意氣軒昂の益荒男が 襟に輝く藍の色           |
| 三 | ばくふういちぐうてんあれて うつらんのいろたたんとす ふたてにいくさをささうるは やまとだんじのいきとしれ | 驀風一遇天荒れて 蔚藍の色立たんとす 雙手に戰を支うるは 大和男兒の意氣と知れ     |
| 四 | しっぷうもくういくさんが しゅうそうれつじついくとせや ただひとすじのせいしんに われははこばんたまとかて | 櫛風沐雨幾山河 秋霜烈日幾とせや 唯一すじの誠心に 我は運ばん彈丸と糧             |
| 五 | すすめやうまのくちをとり はしれやはんどるにぎりしめ きせよせいぎのみいくさの さだめにかかるわがつとめ   | 進めや馬の口をとり 走れや轉把握りしめ 期せよ正義の皇軍の 運命にかかる我がつとめ |
| 六 | かのえいけつのなをつたえ しおくのたみのちににじむ えんえんたりやちょうじょうの さじんにたかしわがぶくん | 彼の英傑の名を傳え 四億の民の血ににじむ 蜿々たりや長城の 砂塵に高し我が武勳     |
| 七 | びょうぼうせんりたいようの はてなきゆうとうつぼつの えりにいろどるわがゆうし つとめんかなやきみがため   | 渺茫千里大洋の 果なき雄圖鬱勃の 襟にいろどる我が勇士 努めん哉や君がため         |